# Kanton Châteauneuf-Côte-Bleue
Kanton Châteauneuf-Côte-Bleue (fr. Canton de Châteauneuf-Côte-Bleue) je francouzský kanton v departementu Bouches-du-Rhône v regionu Provence-Alpes-Côte d'Azur. Skládá se ze šesti obcí.

## Obce kantonu
- Carry-le-Rouet
- Châteauneuf-les-Martigues
- Ensuès-la-Redonne
- Gignac-la-Nerthe
- Le Rove
- Sausset-les-Pins